# Karl Muck

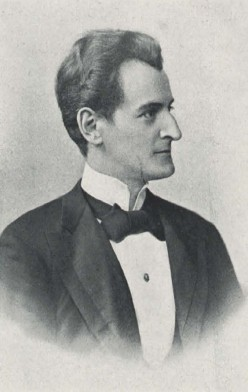
Karl Muck

Karl Muck, född 22 oktober 1859 i Darmstadt, död 4 mars 1940 i Stuttgart, var en tysk dirigent.
Muck studerade vid musikkonservatoriet i Leipzig och samtidigt vid universitetet där, blev 1880 filosofie doktor och verkade därefter som teaterkapellmästare i Zürich, Salzburg, Brno och Graz. År 1886 kallades han av Angelo Neumann till förste kapellmästare i Prag, dirigerade även dennes uppföranden av Richard Wagners Nibelungencykel i Ryssland, blev 1892 förste kapellmästare vid kungliga operan i Berlin och vann i denna egenskap anseende som en av samtidens finaste och mest auktoritativa dirigentförmågor. 
Muck dirigerade även symfonikonserterna i Berlin samt under längre ledigheter tyska operan i Covent Garden-teatern i London 1899, de filharmoniska orkesterkonserterna i Wien 1903–06 (omväxlande med Felix Mottl), symfonikonserterna i Boston 1906–08, varjämte han var gästdirigent i andra länder och sedan 1901 ledde "Parsifal"-föreställningarna i Bayreuth. År 1912 blev han ledare för Boston Symphony Orchestra och hölls efter första världskrigets utbrott som tysk internerad i USA till 1919. Han blev 1922 anförare för de filharmoniska konserterna i Hamburg.